# Nederlandse kampioenschappen schoonrijden op natuurijs 2010
Het Nederlands Kampioenschap Schoonrijden op natuurijs van 2010 werd gehouden op 26 januari 2010 op het IJsselmeer bij Hindeloopen. Er waren wedstrijden voor mannen, vrouwen en paren. Bij de mannen won Niek Verbree, bij de vrouwen Ineke van Diest en het koppel Willemein Gentenaar en Barth Troelstra won de parenwedstrijd.

## Uitslag
Vrouwen
1. Ineke van Diest
2. Ria Brinkman
3. Elly Wartenhorst
4. Willemien Gentenaar

Mannen
1. Niek Verbree
2. Barth Troelstra
3. Nico Glas
4. Ton Groot
5. Dick Zon

Paren
1. Willemien Gentenaar & Barth Troelstra
2. Ineke van Diest & Nico Glas
3. Ria Brinkman & Niek Verbree
4. Willemien Gentenaar & Ton Groot